# 瓦拉蒂河岸

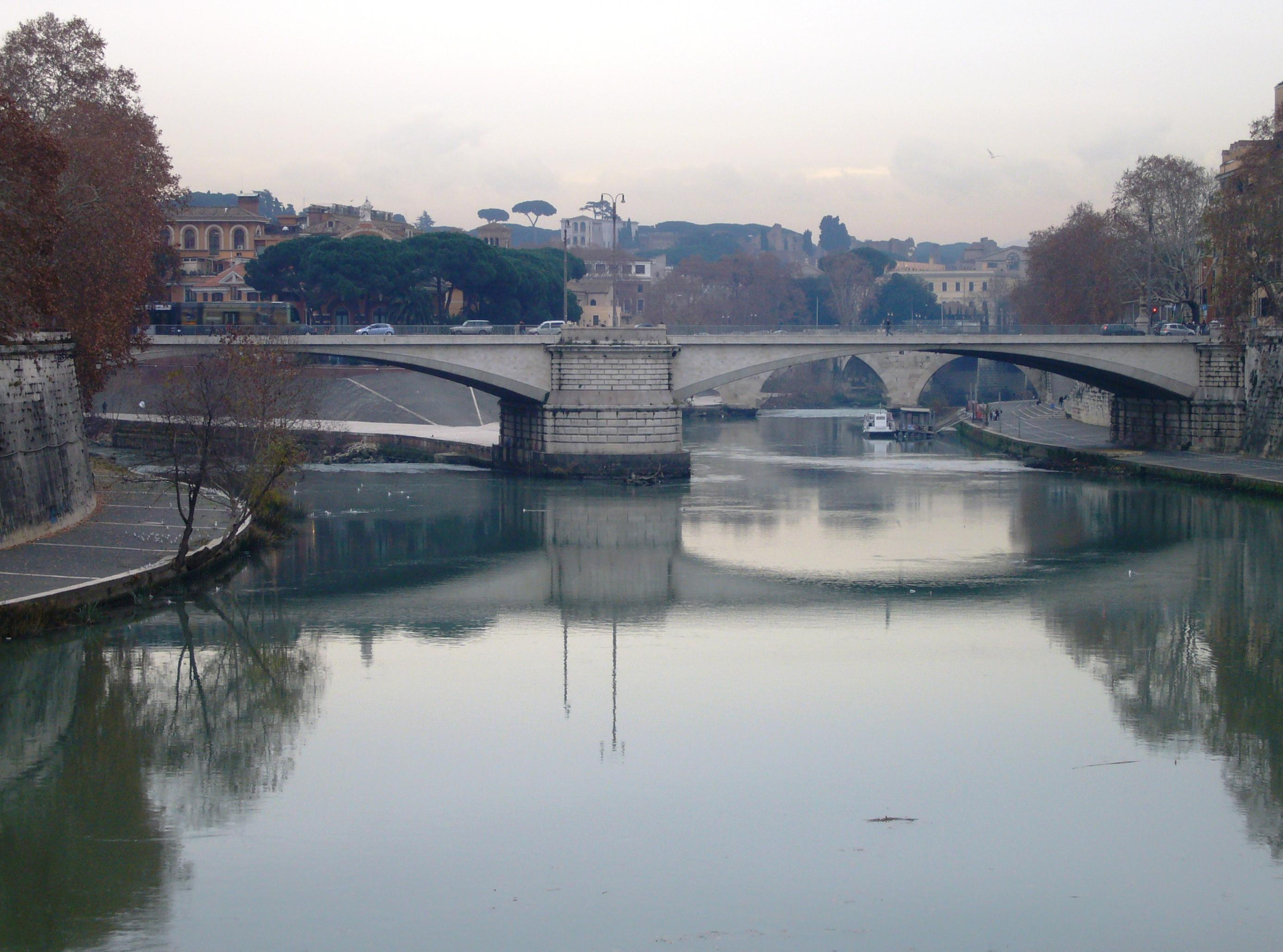
upright = 1.4

瓦拉蒂河岸（Lungotevere dei Vallati）是意大利罗马雷戈拉区的一段台伯河岸，连接圣文生·伯乐天广场（Piazza San Vincenzo Pallotti）和西斯都桥与Arenula 街和加里波第桥 :1317。
河岸得名于罗马古老的瓦拉蒂家族，定名于1887年7月20日
此处的Scafi别墅由Filippo Galassi设计，建于1886年。